# Ormesi

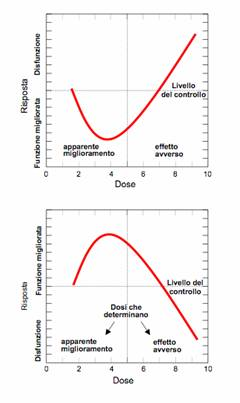
Fig. 1. Risposta ormetica: curve dose-risposta ad U diritta o rovesciata.

L'ormési, dal verbo greco ormao, che significa stimolare, è una relazione dose/risposta caratterizzata da un effetto bifasico: molti organismi/sistemi biologici esposti ad un'ampia gamma di stimoli mostrano risposte opposte a seconda della dose; l'ormesi viene considerata una funzione adattativa (Amendola, Cerioli, Migliore, 2006, 2008).
Le risposte ormetiche sono caratterizzate da una modesta stimolazione della funzione interessata (endpoint) a basse dosi (30-60% maggiore del controllo) e dall'inibizione della stessa alle alte dosi.
La curva dose/risposta può essere raffigurata da una U diritta o rovesciata a seconda dell'endpoint considerato: è dritta se viene valutato un danno all'organismo (alterazione di funzioni fisiologiche, mortalità o incidenza di malattie), è rovesciata se si considerano funzioni quali accrescimento o sopravvivenza.(fig.1)
Stabilire se gli effetti stimolatori rilevati a basse dosi siano benefici o dannosi non rientra nella definizione del fenomeno: questo invece è oggetto della valutazione del contesto biologico ed ecologico di questa particolare risposta (Calabrese e Baldwin, 2002).
L'ormesi relativa nello specifico ai mitocondri viene detta "mitormesi".

## Storia
La storia dell'ormesi ha avuto inizio molto tempo fa quando il fisico-alchimista tedesco Theophrastus Bombastus von Hohenheim (1493-1541), sotto lo pseudonimo di Paracelso, aveva riconosciuto nella pratica medica, che l'efficacia di piccole quantità di sostanze tossiche dipendeva principalmente dalla dose. Questa idea, ora comunemente accettata, conoscendo gli effetti stimolanti di alcool, caffeina e nicotina, tutte sostanze tossiche ad alte concentrazioni, venne fortemente contrastata per molto tempo (Stebbing, 1997).
Un altro pezzo di storia dell'ormesi ha invece inizio intorno alla fine del XIX secolo: le curve ormetiche vennero rilevate indipendentemente - e conseguentemente nominate in modi diversi - più volte nel corso di esperimenti di tossicologia. I primi esperimenti del Prof. Hugo Schultz (1888) mostrarono che molti agenti chimici avevano la capacità di stimolare la crescita e la respirazione nel lievito. Nel 1912 Grote e Schulz pubblicarono un libro sulle risposte bifasiche, assegnandone parte della paternità al medico omeopata Rudolph Arndt, che tanto aveva influenzato Schulz nello studio del processo ormetico: «Stimoli di debole intensità accelerano modestamente l'attività vitale, di media intensità la incrementano, di forte intensità la bloccano in parte, di elevatissima intensità la sopprimono completamente» (Calabrese e Balwin, 2000); il fenomeno fu così denominato Legge di Arndt–Schulz ed è rimasto il più utilizzato nella letteratura farmacologica per quasi 30 anni.
Tra coloro che confermarono le osservazioni di Schulz, apparentemente senza conoscerle, ci fu anche Ferdinand Hueppe, un allievo di Koch, che aveva osservato lo stesso fenomeno su alcuni batteri. Hueppe sostenne così fortemente il concetto di bassa dose/stimolazione e alta dose/inibizione da dare al fenomeno il nome di Regola di Hueppe (1896).
Però, lo stretto legame che Schulz aveva posto tra ormesi e omeopatia (osteggiata dalla cultura scientifica ufficiale), conferì una connotazione negativa anche all'ormesi nonostante le differenze concettuali di base: nell'omeopatia si suppone che la potenza delle medicine omeopatiche aumenti con la diluizione per molti ordini di grandezza e che le diluizioni siano efficaci anche quando le molecole attive nella soluzione siano al di sotto del numero di Avogadro, mentre nell'ormesi l'intervallo di concentrazioni che produce un effetto stimolatorio è piuttosto ristretto e ci si riferisce sempre a quantità valutabili di agenti chimici.
Tra il 1920 e il 1930 gli studi sulle risposte bifasiche entrano di prepotenza nella ricerca di base per la tossicologia chimica e la radiobiologia; se ne occupano prestigiosi laboratori di molte università statunitensi ed europee, come nel caso degli studi di Charles Richet, che otterrà il Premio Nobel con i suoi studi sull'anafilassi. Però, alla fine degli anni '30 l'ormesi si riduce a concetto marginalizzato perché vittima di limitazioni teoriche, priorità sociali e carenza di leadership scientifica; infatti, i risultati degli studi sulla stimolazione a basse dosi erano difficili da ottenere e ancora più difficili da replicare; i problemi sociali dovuti all'industrializzazione avevano spostato l'interesse sugli effetti provocati da alte dosi di agenti chimici e fisici e, da ultimo, ma non per importanza, nell'ambito dell'ormesi da radiazione le attese sugli effetti benefici delle radiazioni ionizzanti non erano state confermate da dati sperimentali. Se questo non fosse stato sufficiente a marginalizzare l'ormesi, in contemporanea iniziarono gli attacchi: tra i primi ci furono quelli di A.J. Clark, che contestò violentemente la legge di Arndt-Schulz nel suo influente Handbook of Experimental Pharmacology del 1937 (Calabrese e Baldwin, 2000).
Poi, per mezzo secolo successivo le curve bifasiche suscitarono poco interesse, nonostante siano di quel periodo gli studi di Southam e Ehrlich (1943), che coniarono il nome di ormesi per definire gli effetti di un antibiotico naturale (l'estratto di cedro rosso) su alcuni funghi ligninolitici che presentavano un'inusuale curva bifasica dose-risposta, con stimolazione della crescita del fungo a concentrazioni sub-inibenti.
Pur non inserite in un contesto concettuale, seguirono altre osservazioni dei fenomeni ormetici con origini piuttosto varie: verso la fine della II Guerra Mondiale, in situazione di carenza di penicillina, Miller e collaboratori (1945) ottennero risultati opposti a quelli attesi riducendo le dosi, perché la penicillina a bassa dose stimolava la crescita di Staphylococcus; ancora, il trattamento con basse dosi di pesticidi stimolava la crescita delle ostriche (Davis & Hidu, 1969) oppure l'attività di alcuni antibiotici, che, se somministrati come integratori alimentari, stimolavano l'accrescimento dei polli (Luckey, 1956).
L'ormesi fu riscoperta di nuovo verso la fine dello scorso secolo: la vera rentrée del concetto di ormesi si è avuta per merito dell'agenzia americana EPA (Environmental Protection Agency), negli anni '80, che decise di applicare un modello di stima del rischio per sostanze cancerogene e per siti contaminati che rispondesse alle domande: quanto bassa deve essere una dose per essere veramente certi che non sia pericolosa oppure quanto pulito deve essere un sito per essere veramente pulito? (Calabrese e Baldwin, 2002).

## Meccanismo ormetico
Parlare di effetto ‘benefico’ negli studi per la valutazione di una relazione dose-risposta per agenti tossici non è agevole, sia per la complessità biologica dei processi coinvolti, sia perché dipende a chi o come imputare il beneficio: ciò che può essere considerato positivo a livello individuale, può essere addirittura nocivo a livello di popolazione, oppure nel caso di interazione tra organismi diversi il beneficio può essere molto diverso se si prende in considerazione l'ospite o il parassita.
Quindi, caratterizzare la risposta ormetica sull'assunto del ‘beneficio’ a basse dosi è restrittivo: i fenomeni sono complessi, i contesti sono spesso specifici e gli aspetti da valutare numerosi (Calabrese e Badwin, 2002). Ciononostante, è possibile valutare sia il danno o il ‘beneficio’ sia i diversi meccanismi ormetici che possono essere coinvolti nel fenomeno. Infatti, la risposta ormetica può essere il risultato di processi di compensazione, dovuti all'alterazione dell'omeostasi (OCSH, Over Compensation Stimulation Hormesis), oppure può il risultato di un effetto diretto (DSH, Direct Stimulation Hormesis).
L'ormesi da sovracompensazione (OCSH) è la risposta adattativa a bassi livelli di stress o di danno, che determinano una modesta sovracompensazione in alcuni sistemi fisiologici, generalmente mantenuta per un periodo di tempo definito, dovuta ad una variazione dell'omeostasi. Sono caratteristici: lo scompenso dell'omeostasi, una modesta sovracompensazione fino al ripristino dell'omeostasi e la natura adattativa del processo. Questo tipo di risposta è stata rilevata in moltissime specie, varia a seconda dell'importanza della funzione che necessita il ripristino, della disponibilità di risorse e del grado di ridondanza dei sistemi biologici.
L'ormesi da stimolazione diretta (DSH) si verifica invece con un meccanismo di risposta diretta; non è conseguente a un disturbo dell'omeostasi, ma si tratta di una risposta adattativa nell'ambito del normale mantenimento delle funzioni. Richiede una quota minore di risorse per essere attuata e rappresenta un sistema per rispondere alle normali dinamiche di stimolazione fisiologica (Calabrese e Baldwin, 2002).
I sistemi fisiologici e gli endpoint considerati sono spesso gli stessi sia per la DSH sia per la OCSH.

## Risposte ormetiche ad agenti chimici e fisici
Gli agenti chimici provocano spesso risposte con caratteristiche proprie del fenomeno ormetico: ad esempio, la diossina a basse concentrazioni nei ratti può rallentare lo sviluppo di tumori invece di incrementarli; gli antibiotici eritromicina e streptomicina, a basse dosi, stimolano la crescita batterica invece di inibirla; la somministrazione di basse dosi del peptide beta-amiloide, considerato responsabile del morbo di Alzheimer, sembra avere un effetto protettivo contro la malattia (Butler, 2004).
Anche gli agenti fisici, come le radiazioni ionizzanti, possono provocare una risposta ormetica: indagini radiobiologiche mostrano che l'esposizione preventiva di cellule e tessuti a basse dosi, stimola radioresistenza nell'esposizione a dosi più elevate. L'ormesi, in questo caso, è la capacità di suscitare una radioresistenza a dosi di una certa intensità, dopo l'esposizione a dosi inferiori. Questo evento è stato riportato in diversi studi, tra i quali quello di Chen et al. (2007), che hanno messo in evidenza come l'esposizione accidentale cronica a basse dosi di raggi gamma da 60Co (Cobalto 60) determini un effetto protettivo nei confronti di patologie tumorali. Il numero di tali patologie è risultato notevolmente inferiore a quello statisticamente atteso negli individui non irradiati della popolazione. Questo risposta è considerata di tipo ormetico.
Una sostanza potrebbe avere, secondo la teoria, un'azione stimolante a basse dosi, inibente, o addirittura tossica, ad alte dosi.
Edward J. Calabrese, che ha studiato a lungo il fenomeno, avrebbe verificato la sua validità per quasi 5000 sostanze. Alcuni esempi sarebbero:
- alcol etilico: a basse dosi ridurrebbe il rischio di malattie cardio-vascolari, ad alte dosi lo aumenterebbe;
- diossina: a dosi infinitesimali farebbe crescere i prati, ad alte dosi li distruggerebbe;
- radiazioni ionizzanti: a piccole dosi risulterebbero protettive verso i danni provocati da un'esposizione a dosi massicce di raggi X.
- ozormesi: l'ozono a basse dosi stimolerebbe il sistema antiossidante mitocondriale mentre ad alte dosi lo inattiverebbe;

## Incidenza dell'ormesi
I modelli dose-risposta sono classificati come: lineare, a soglia ed ormetico (fig. 3); gli ultimi due rispondono allo stesso modo alle alte dosi, mentre a basse dosi la risposta ormetica non solo non è proporzionale a quella osservata alle dosi più elevate, ma è opposta. Il modello di risposta ormetica bifasica è molto diffuso in natura, come dimostrano i numerosi studi sebbene in tossicologia sia ancora considerato dominante il modello dose-risposta a soglia (Calabrese e Baldwin, 2003).
In modelli batterici, vegetali e animali, appartenenti a specie diverse dei principali gruppi tassonomici, sono state rilevate relazioni dose-risposta di tipo ormetico in risposta agli agenti tossici più disparati, e prendendo in considerazione un vasto spettro di endpoint (accrescimento, longevità, vari parametri metabolici, incidenza di malattie, funzioni cognitive, risposte immunitarie, etc.). Tutto questo rende estremamente significativa sia l'incidenza sia il valore di queste risposte perché si verificano allo stesso modo indipendente dal modello sperimentale, dall'endpoint e dalla classe (chimica o fisica) dell'agente causale (Calabrese e Blain, 2005).
La diffusione dell'effetto ormetico è sicuramente sottostimata e non ancora considerata nella sua effettiva importanza. La risposta stimolatoria a basse dosi, il miglioramento apparente, probabilmente è una sorta di “tossicità mascherata” che va ulteriormente approfondita; inoltre, poiché è un sistema generale di reazione a stimoli dannosi, si suppone possa avere una base evolutiva (Pech, 2006).
L'importanza di questo modello non risiede solo nell'interesse di base o nelle sue applicazioni, come nei risk assessment per la valutazione ambientale (Chapman, 2001) e/o la salute pubblica (Cook e Calabrese, 2006), ma anche per le possibili applicazioni nella pratica medica (Rattan, 2004).
Altre sostanze con effetto ormetico sarebbero: metanolo, alluminio, iodio, rame, sodio, potassio, silicio, boro, arsenico, cadmio, piombo, DDT.